# Beetzsee-Rinne und Niederungen
Beetzsee-Rinne und Niederungen este o arie protejată (arie specială de conservare — SAC, sit de importanță comunitară — SCI) din Germania întinsă pe o suprafață de 916,3 ha, integral pe uscat.

## Localizare
Centrul sitului Beetzsee-Rinne und Niederungen este situat la coordonatele 52°32′17″N 12°43′01″E / 52.5381°N 12.7169°E.

## Înființare
Situl Beetzsee-Rinne und Niederungen a fost declarat sit de importanță comunitară în martie 2004 pentru a proteja 22 de specii de animale. Situl a fost protejat și ca arie specială de conservare în februarie 2017.

## Biodiversitate
Situată în ecoregiunea continentală, aria protejată conține 9 habitate naturale: Lacuri eutrofice naturale cu vegetație de tip Magnopotamion sau Hydrocharition, Liziere de ierburi înalte hidrofile de câmpie și de nivel montan până la alpin, Pajiști aluvionare inundabile, de Cnidion dubii, Fânețe de joasă altitudine (Alopecurus pratensis, Sanguisorba officinalis), Mlaștini turboase de tranziție și turbării mișcătoare, Păduri pe pante, grohotișuri și ravene de Tilio-Acerion, Păduri acidofile de stejar bătrân cu Quercus robur pe câmpii nisipoase, Mlaștini împădurite, Păduri aluvionare cu Alnus glutinosa și Fraxinus excelsior (Alno-Padion, Alnion incanae, Salicion albae).
La baza desemnării sitului se află mai multe specii protejate:
- păsări (18): pescăruș albastru (Alcedo atthis), buhai de baltă (Botaurus stellaris stellaris), chirighiță neagră (Chlidonias niger), erete cenușiu (Circus pygargus), becațină comună (Gallinago gallinago), Grus grus grus, codalb (Haliaeetus albicilla), Ixobrychus minutus minutus, sfrâncioc roșiatic (Lanius collurio), grelușel-de-zăvoi (Locustella luscinioides), Luscinia svecica cyanecula, vultur pescar (Pandion haliaetus), pițigoi de stuf (Panurus biarmicus), cormoran mare (Phalacrocorax carbo carbo), Porzana parva parva, cresteț pestriț (Porzana porzana), fluierarul cu picioare roșii (Tringa totanus), nagâț (Vanellus vanellus)
- amfibieni (1): buhai de baltă cu burta roșie (Bombina bombina)
- mamifere (2): castor (Castor fiber), vidră de râu (Lutra lutra)
- nevertebrate (1): Vertigo moulinsiana

Pe lângă speciile protejate, pe teritoriul sitului au mai fost identificate 32 de specii de plante, 3 specii de pești, 1 specie de reptile.